# Камышев, Олег Робертович
Олег Робертович Камышев (Камышёв) (7 января 1967, Фрунзе) — советский, киргизский и российский футболист, нападающий и полузащитник.

## Биография
Воспитанник киргизского футбола. Начал играть на взрослом уровне в 1983 году в фрунзенской команде ЦОР во второй лиге. В том же сезоне перешёл в ведущий клуб республики — «Алгу». В 1985—1986 годах выступал за дубль «Кайрата» в первенстве дублёров высшей лиги. Во второй половине 1980-х годов играл за клубы второй лиги, представлявшие Киргизскую и Узбекскую ССР, а последний сезон чемпионата СССР провёл в составе оренбургского «Газовика».
После распада СССР несколько лет выступал за команды второй и третьей лиги России и за любительские коллективы. В 1994 году сыграл один матч в высшей лиге Казахстана в составе «Актюбинца» — 6 мая 1994 года против «Батыра» (Экибастуз).
В конце карьеры вернулся в Кыргызстан, выступал в высшей лиге чемпионата страны за бишкекский клуб «СК Свердловского РОВД», позднее переименованный в «Полёт». В 1998 году стал лучшим бомбардиром своего клуба с 10 голами, а в 1999 и 2000 годах — бронзовым призёром чемпионата.